# Бригады «Ан-Насер Салах ад-Дин»
Бригады ан-Нассера Салаха ад-Дин (араб. ألوية الناار صلاح الدين‎) — военное крыло Комитетов народного сопротивления действующее в секторе Газа.

## История
Бригады участвовали в операции «Рассеивающая иллюзия» (араб. الوهم المتبدد‎), в результате которой был захвачен израильский солдат Гилад Шалит. Группировка также известна тем, что взорвала танк Меркава, основной боевой танк Армии обороны Израиля.
Бригады сражались во время войны в Газе с декабря 2008 по январь 2009 года.
Имад Хаммад, лидер бригад Ан-Нассера Салаха ад-Дина, был убит в результате удара ЦАХАЛа по городу Рафах 18 августа 2011 года.
Группировка также принимала участие в конфликте между Израилем и Газой в 2014 году и гибель одного из её членов в результате израильского рейда стала одной из причин начала столкновений между Газой и Израилем.
По сообщениям, в декабре 2023 года бригады вступили в бой с силами израильской армии в Хан-Юнисе на южном фронте израильского вторжения в сектор Газа.